# Caesarea Maritima

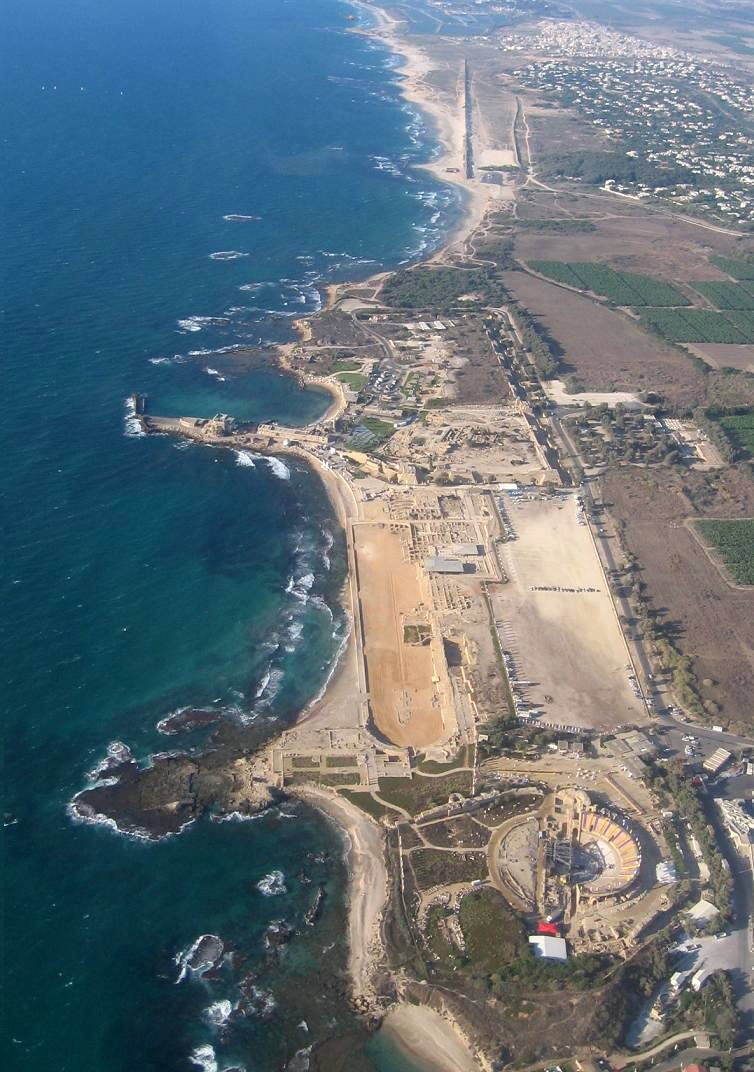
Hamnen vid Caesarea.

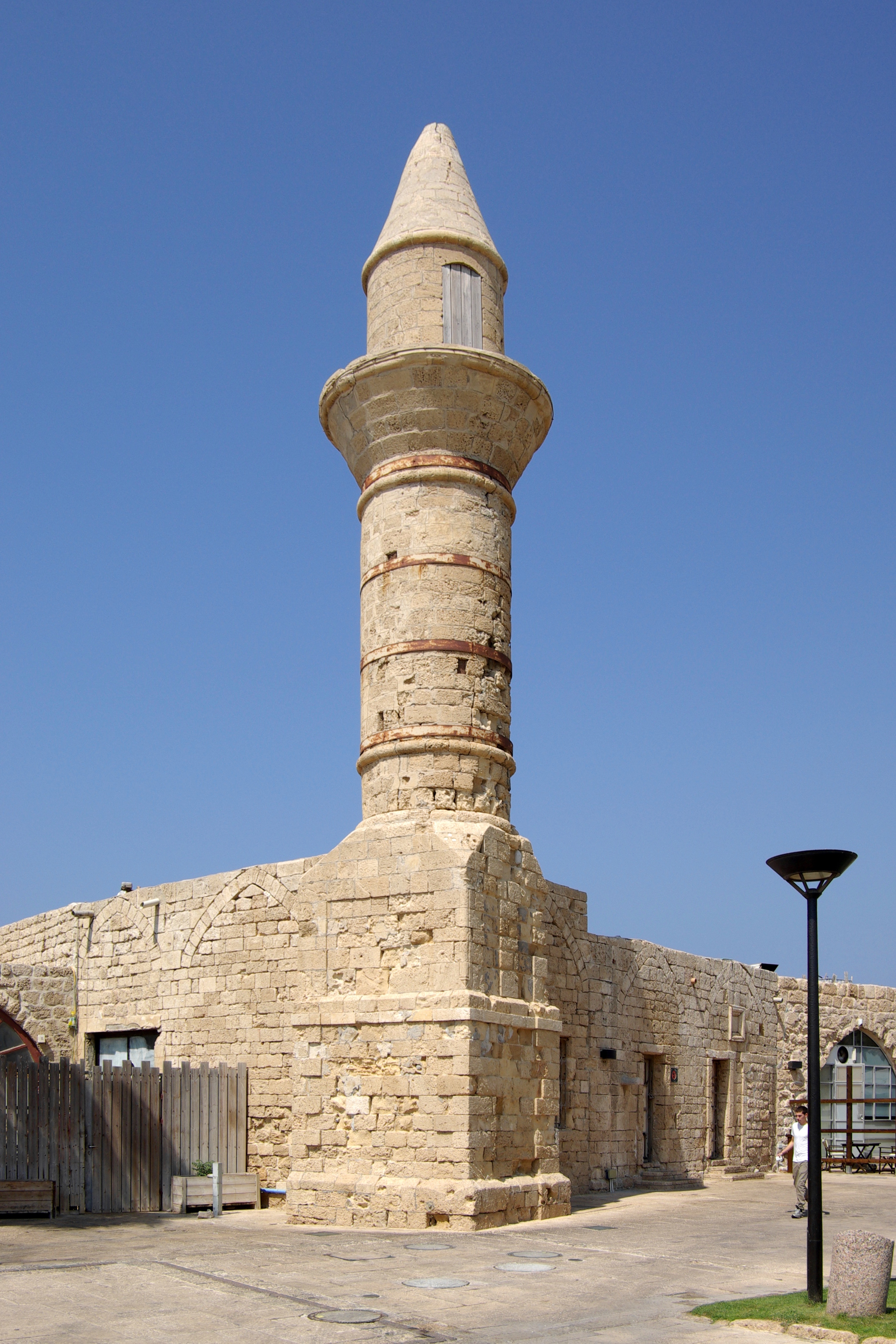
Moskén i Caesarea.

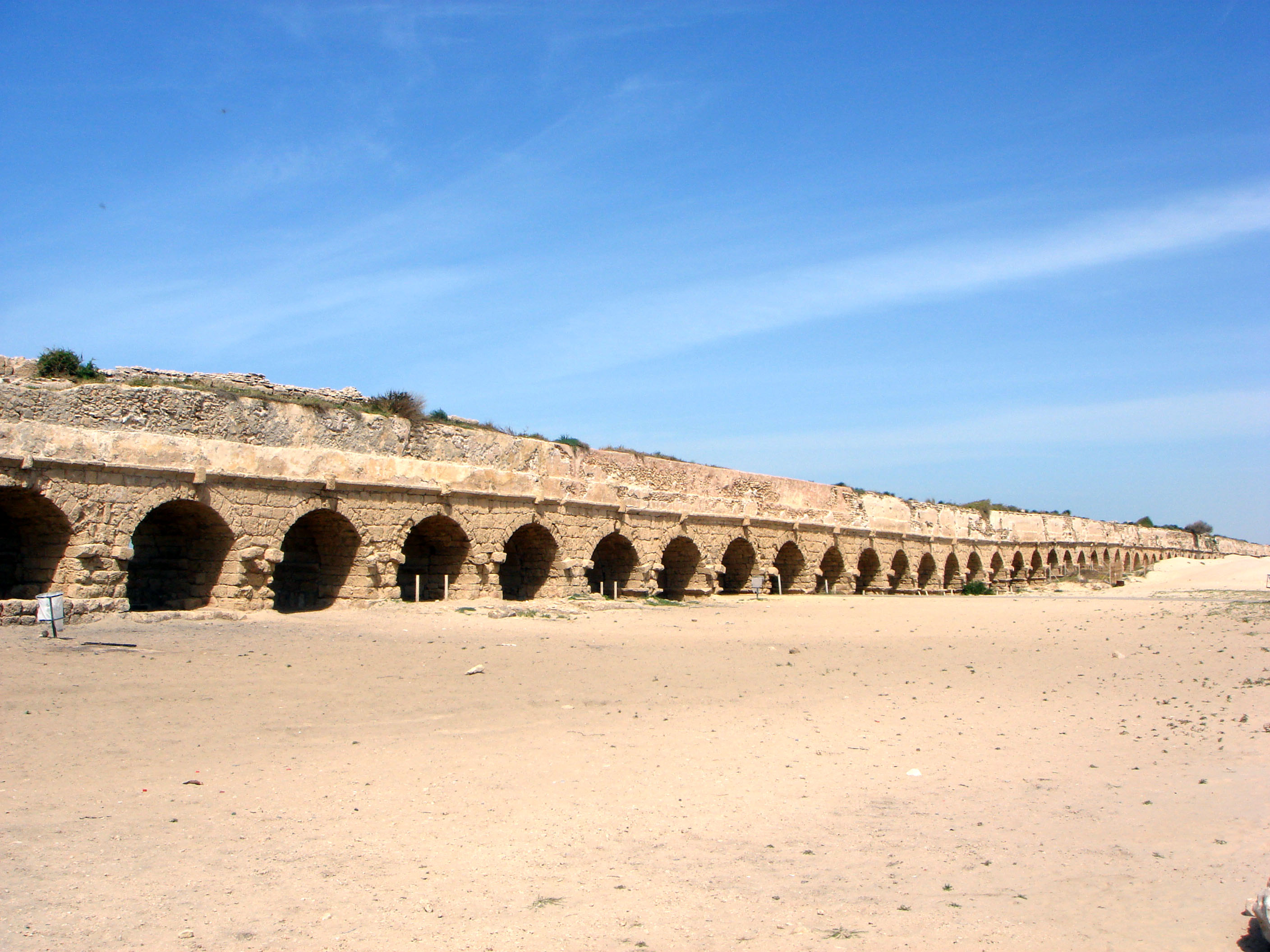
Rester av den antika romerska akvedukten.

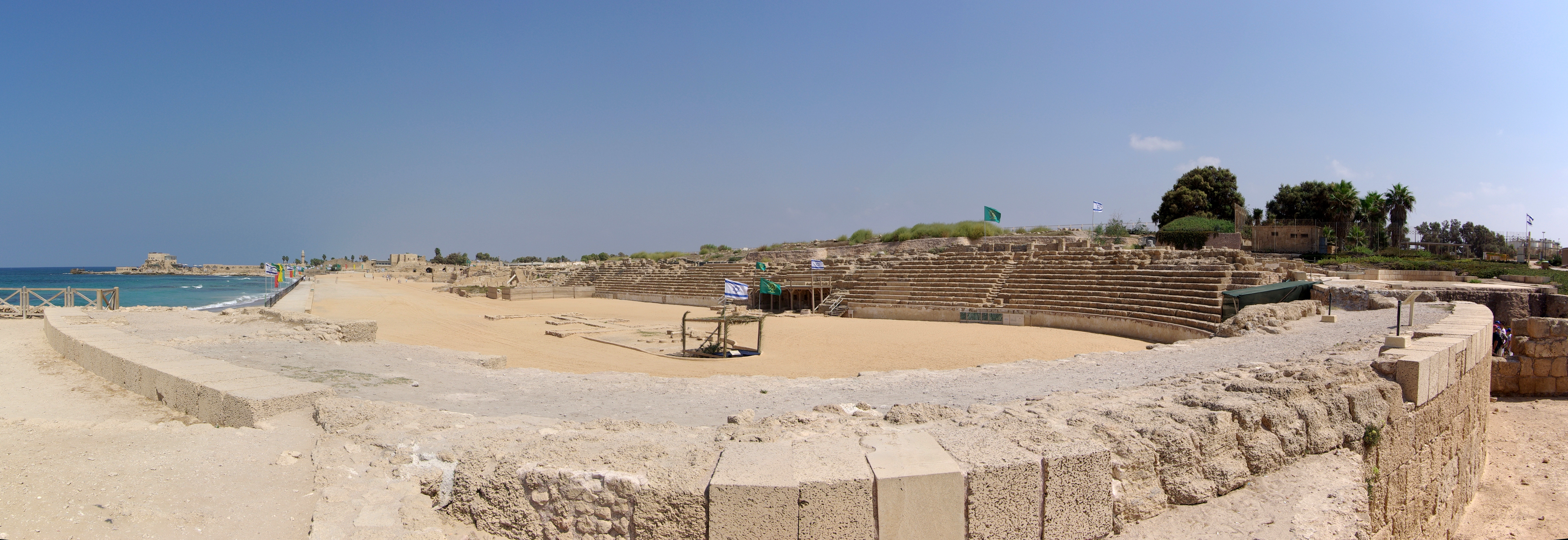
Amfiteatren i Caesarea.

Caesarea Maritima är en tidigare stad grundad av Straton, härskare över Sidon under 400-talet före Kristus, belägen nära den moderna staden Caesarea i Israel. När staden tillföll Herodes den store byggde han upp den till en betydande hamnstad, med plats för tre hundra båtar. Inom kristen historia är den känd under namnet Caesarea Maritima. Kyrkofadern och kyrkohistoriens fader, Eusebios av Caesarea var biskop här under början av 300-talet. Den kallas även Quisarya.
Den 30 juni 2000 sattes Caesarea upp på Israels tentativa världsarvslista.

## Herodes den stores stad
Herodes gjorde staden till den näst största i Judeen, efter Jerusalem. Detta tog honom 12 år, och staden fick sin stora hamn, en amfiteater, hippodrom och en akvedukt från Karmelberget. När den blivit färdig döpte Herodes staden efter kejsaren. År 6 efter Kristus kom Rom att överta styret av Judeen direkt och staden blev då hem för den av Rom nytillsatte ledaren, vilken benämndes prefekt och/eller prokurator.

## Staden under första århundradet
Caesarea är känt från Bibeln, och nämns där ett flertal gånger. Det var här som prefekten Pontius Pilatus hade sin boning under sin tid i den romerska provinsen Judeen.
I Apostlagärningarna kapitel 12 berättas att Herodes Agrippa I, det vill säga Herodes den stores sonson, dog i staden, och i kapitel 23 att Paulus sattes i fängelse. Den förste icke-jude som konverterade till kristendomen, Cornelius, kom från staden.
Eftersom befolkningen till hälften bestod av judar och till hälften av andra folk, blev det ofta uppror i staden. År 66 e.Kr. utbröt ett upplopp mellan syriska och judiska grupper efter en provokation vid synagogan. Upploppet spred sig och blev till det stora judiska upproret som slutade med Jerusalems förstörelse. Därefter blev Caesarea Palestinas huvudstad, och staden fortsatte vara det fram till att kejsar Konstantin den store gjorde kristendomen till statsreligion år 325.

## Medeltiden
År 640 blev staden den sista som föll för den invaderande muslimska hären. Caesarea bytte därefter flera gånger ägare under korstågstiden, tills den slutligen förstördes av mamlukhärskare år 1265.

## Utgrävningar
Vid arkeologiska undersökningar åren 1959–63 hittade man det enda arkeologiska bevis som finns på att Pilatus har funnits på riktigt. Man hittade en stentavla med inskriptioner av både hans och kejsare Tiberius namn.

## Kända personer med anknytning till Caesarea Maritima
- Eusebios av Caesarea
- Herodes den store
- Akakios av Caesarea
- Jesus
- Paulus
- Pontius Pilatus
- Herodes Agrippa I
- Agrippa II
- Origenes
- Prokopios
- Filippos evangelisten
- Ananias ben Nebedeus
- Sackaios
- Luigi Maglione
- Kyrillos av Jerusalem
- Antonius Felix